# 서릉군 (1537년)
서릉군 이섬(西陵君 李銛, 1537년 ~ 1601년 음력 1월 19일)은 조선의 왕족으로, 중종의 둘째아들인 해안군의 장남이다. 자(字)는 충호(忠護)이며, 호(號)는 정묵(靜默)이다.

## 생애
해안군 이희의 장남으로 출생하였다. 어머니는 해안군의 측실이며, 임진왜란 당시에도 생존하여 전란 중 선정릉이 훼손당하자, 중종의 생전 외모에 대해 증언하였다. 본래 정4품의 서릉수(西陵守)에 봉해졌으나 전란 중에 곡식을 바친 공으로 서릉도정(西陵都正)을 거쳐 군으로 봉작되었는데, 광해군 대에 호조에서 종실이 곡식을 바치고 봉군되는 일에 관해 서릉군의 예를 들며 전례 없는 일이라 상고할만한 기록이 없다고 아뢰었다.
이후 중의대부 서릉군 행 오위도총부 부총관을 지냈다. 임진왜란 당시 오랫동안 평양에 머물면서 음식과 거마를 함부로 요구하고, 수령을 욕보이며 백성들에게 매를 지나치게 가하여 여러 고을에 해를 끼쳐 사간원의 탄핵을 받았다.
1601년 1월 19일 사망하였다. 선조는 서릉군이 죽자 이날 조시를 정지하였다. 한편 서릉군의 죽음에 관해 실록은 다음과 같이 평가하였다.
서릉군(西陵君) 이섬(李銛)이 졸하여 조시(朝市)를 정지하였다. 
【종실(宗室)로서 난리 통에 가산(嘉山)에 가 우거하면서 민간에 많은 폐단을 끼쳤는데,
 읍재(邑宰)도 그것을 막지 못하였다. 】
 — 《선조실록》 133권, 선조 34년(1601년) 1월 19일 무오

## 가족 관계
조부 : 제11대 중종(中宗, 1488~1544, 재위:1506~1544)
조모 : 숙의 홍씨(淑儀 洪氏, 생몰년 미상)
적모 : 진주 류씨 류홍의 딸(1506~1532)
계모 : 거창 신씨 신홍유의 딸(1514~1567)장녀 : 김규(金戣)의 처
동생 : 서흥군 학정(西興君 鶴貞, 1549~1608)
제수 : 청송 심씨 - 형조판서 심광언(沈光彦)의 딸
동생 : 오천군 굉(烏川君 鍧, 1550~?)
동생 : 오산군 현(烏山君 鉉, 1551~1601[16])
동생: 서천군 금(西川君 錦, 1554~?)
동생 : 오강군 건(烏江君 鍵, 1560~1648) - 이복 백부 복성군의 양자로 출계
누이 5명
초배는 현부인 청주 한씨(淸州 韓氏, 좌랑 한기(韓漑)의 딸)이며 계배는 현부인 해주 오씨(海州 吳氏)이다.
장남 : 연성군 이몽호
차남 : 연은군 이응호